# Jan Graafland
Jan Graafland (ur. 16 kwietnia 1909 w Leeuwarden, zm. ?) – holenderski piłkarz, reprezentant kraju, grający na pozycji napastnika. 

## Kariera piłkarska
Graafland w trakcie swojej kariery klubowej występował w zespole trzykrotnego mistrza Holandii HBS Craeyenhout. 
W 1934 został powołany na Mistrzostwa Świata. Nie wystąpił w żadnym spotkaniu, a Holandia odpadła w pierwszej rundzie po porażce ze Szwajcarią 2:3. Graafland nigdy nie zadebiutował w reprezentacji Holandii.